# Overkill (album)
Pour les articles homonymes, voir Overkill (homonymie).
Albums de Motörhead
Motörhead
(1977) Bomber
(1979)
Singles
1. Overkill
Sortie : 10 mars 1979
2. No Class
Sortie : 30 juin 1979

Overkill est le deuxième album studio du groupe de heavy metal anglais Motörhead. Il est sorti le 24 mars 1979 sur le label Bronze Records et a été produit par Jimmy Miller.

## Historique

### Contexte
À la fin du contrat avec Chiswick Records, la maison de disque Bronze Records entra en contact avec le manager du groupe, Doug Smith, et offrit l'opportunité de l'enregistrement d'un single. Le groupe investit les Studios Wessex de Londres avec le producteur Neil Richmond et choisit de faire une reprise de la célèbre chanson de Richard Berry, Louie Louie. Tear Ya Down, un titre composé par le groupe figurera sur la seconde face. Le single entra dans les charts britanniques et y atteindra la 68e place. De ce fait, Bronze Records proposa au groupe d'enregistrer un album.

### L'enregistrement
Le groupe entra en studio fin 1978 et c'est la première fois qu'il se voit offrir assez de temps pour enregistrer correctement son album, l'album précédent était un enregistrement dans les conditions du "live". Le label proposa au groupe quatre noms de producteurs et ce fut Jimmy Miller qui fut choisi car c'est le seul dont les membres de Motörhead avaient entendu parler, Miller avait notamment travaillé et produit les albums des Rolling Stones de 1968 à 1973 et du groupe anglais Traffic. L'enregistrement s'étala sur une période de six semaines entre décembre 1978 et janvier 1979 dans deux studios londoniens, les studios Roundhouse où la majorité des enregistrements eurent lieu et les studios Sound Developement. Les musiciens commencèrent le travail en studio vers quatorze heures et travaillaient sérieusement jusqu'à vingt-deux heures, heure à laquelle ils rejoignait le pub le plus proche pour s'envoyer un ou deux verres avant la fermeture (à cette époque, les pubs avaient l'obligation de fermer à vingt-trois heures). Entre les sessions d'enregistrement, le groupe fit aussi quelques concerts, rodant les nouveaux titres dont certains faisaient déjà partie du répertoire joué en public.
Alors que la période des enregistrements arrivait à son terme, le groupe s'aperçut qu'il manquait un titre pour que l'album soit complet. Metropolis fut donc écrit dans la hâte après que Lemmy vit le film muet du même nom dans un cinéma de Portobello Road. 
Cet album marque le véritable départ du succès du groupe et contient quelques grands classiques tels que Stay Clean, Capricorn ou Damage Case et Overkill qui furent repris par Metallica et qui figurent sur l'album Garage Inc..
Tous les titres de l'album ont été composés par les membres du groupe à l'exception de Damage Case qui a été écrit en collaboration avec Mick Farren.

### Nom et pochette de l'album
Le nom de l'album fut décidé par Gerry Bron, le directeur et propriétaire du label Bronze Records lui-même . Joe Petagno, qui avait créé la pochette du premier album et le logo, fut choisi à nouveau pour Overkill. Malheureusement, le temps lui étant imparti pour la création fut très court, une semaine et demie à peine, et l'artiste ne fut jamais satisfait de cette pochette, trouvant qu'il manquait trop de détails pour vraiment représenter ce que lui inspirait vraiment l'album.

### Réceptions
Avec cet album, Motörhead élargit considérablement sa fanbase, l'album atteignit la 24e place des charts britanniques et resta classé pendant onze semaines. Il sera certifié disque d'argent au Royaume-Uni en mars 1981 pour plus de 60 000 exemplaires vendus. Les singles Overkill et No Class se classèrent aussi dans le UK single top 100 respectivement à la 39e et 61e place.

### Rééditions
Le label indépendant, Castle Communications réédita l'album sur CD en 1996 avec cinq titres supplémentaires.
Informations sur ces titres bonus
- Too Late, Too Late, inédit en album, était la face B du single Overkill
- Like a Nightmare, inédit en album, était la face B du single No Class
- Louie Louie, inédit en album, était le premier single de Motörhead pour Bronze Records et est une reprise de Richard Berry datant de 1957.
- Tear Ya Down (Instrumental Version), inédit en album, était la face B du single Louie Louie

En 2005, ce fut au tour de Sanctuary Records de proposer une réédition sous forme de double-album dans le cadre des éditions Deluxe. Le premier disc est la copie de l'album original et le second propose des versions alternatives et des enregistrements en public. 

## Liste des titres
- Tous les titres sont signés Ian Kilmister, Eddie Clarke et Phil Taylor sauf indications.

Face 1
| No | Titre                    | Durée |
| -- | ------------------------ | ----- |
| 1. | Overkill                 | 5:13  |
| 2. | Stay Clean               | 2:41  |
| 3. | (I Won't) Pay Your Price | 2:55  |
| 4. | I'll Be Your Sister      | 2:52  |
| 5. | Capricorn                | 4:08  |

Face 2
| No  | Titre          | Auteur                                 | Durée |
| --- | -------------- | -------------------------------------- | ----- |
| 6.  | No Class       |                                        | 2:40  |
| 7.  | Damage Case    | Kilmister, Clarke, Taylor, Mick Farren | 3:01  |
| 8.  | Tear Ya Down   |                                        | 2:40  |
| 9.  | Metropolis     |                                        | 3:35  |
| 10. | Limb from Limb |                                        | 4:55  |

Pistes supplémentaires de la réédition de 1996
| No  | Titre                                          | Auteur        | Durée |
| --- | ---------------------------------------------- | ------------- | ----- |
| 11. | Too Late, Too Late (Face-B du single Overkill) |               | 3:25  |
| 12. | Like a Nightmare (Face-B du single No Class)   |               | 4:13  |
| 13. | Louie Louie                                    | Richard Berry | 2:47  |
| 14. | Tear Ya Down (version instrumentale)           |               | 2:40  |
| 15. | Louie Louie (version alternative)              | R. Berry      | 2:52  |

### Disc 2 de la réédition Deluxe Edition 2015
| No | Titre                                  | Auteur | Durée |
| -- | -------------------------------------- | ------ | ----- |
| 1. | Louie, Louie                           | Berry  | 2:47  |
| 2. | Louie, Louie (Alternative Version)     | Berry  | 2:52  |
| 3. | Louie, Louie (Alternative Version 2)   | Berry  | 2:45  |
| 4. | Tear Ya Down                           |        | 2:41  |
| 5. | Tear Ya Down (Alternative Version)     |        | 2:41  |
| 6. | Tear Ya Down (Instrumental Version)    |        | 2:39  |
| 7. | Too Late, Too Late                     |        | 3:25  |
| 8. | Like a Nightmare (Alternative Version) |        | 4:13  |
| 9. | Like a Nightmare                       |        | 4:27  |

| 10. | Louie Louie (Live)         | Berry | 2:46 |
| 11. | I'll Be Your Sister (Live) |       | 3:15 |
| 12. | Tear Ya Down (Live)        |       | 2:39 |

| 13. | Stay Clean               | 3:03 |
| 14. | No Class                 | 2:43 |
| 15. | I'll Be Your Sister      | 3:35 |
| 16. | Too Late, Too Late       | 3:24 |
| 17. | (I Won't) Pay Your Price | 3:19 |
| 18. | Capricorn                | 4:14 |
| 19. | Limb From Limb           | 5:26 |

## Les musiciens
- Lemmy Kilmister: chant , basse, deuxième solo de guitare sur Limb from Limb
- "Fast" Eddie Clarke: guitares, chœurs
- Phil "Philthy Animal" Taylor: batterie

## Charts et certification

### Album
Charts album
| Pays         | Durée du classement | Meilleur classement | Date            |
| ------------ | ------------------- | ------------------- | --------------- |
| France       | 37 semaines         | 17e                 | 11 mai 1979     |
| Royaume-Uni  | 11 semaines         | 24e                 | 21 avril 1979   |
| Allemagne    | 1 semaine           | 96e                 | 21 avril 1979   |
| Belgique (V) | 1 semaine           | 168e                | 2 novembre 2019 |

Certification
| Pays        | Certification | Ventes   | Date        |
| ----------- | ------------- | -------- | ----------- |
| Royaume-Uni | Argent        | 60 000 + | 6 mars 1981 |

### Charts singles
| Single   | Chart            | Durée du classement | Position | Date            |
| -------- | ---------------- | ------------------- | -------- | --------------- |
| Overkill | UK Singles Chart | 7 semaines          | 39e      | 24 mars 1979    |
| No Class | UK Singles Chart | 4 semaines          | 61e      | 14 juillet 1979 |

## Autour de l'album
Overkill fait partie du "Rock'n'Roll : la discothèque idéale : 101 disques qui ont changé le monde" du rock critique Philippe Manœuvre.